# Druzylla Mauretańska
Druzylla Mauretańska, gr. Δρουσìλλη (ur. w 38 w Cezarei Mauretańskiej, zm. 79) − księżniczka mauretańska, nosząca honorowy tytuł Regina, królowa Emesy.
Była prawnuczką Kleopatry i Marka Antoniusza. Po śmierci ojca, Ptolemeusza z Mauretanii, zabitego z rozkazu cesarza Kaliguli, wychowywała się w Rzymie. Cesarz Klaudiusz zaaranżował jej małżeństwo z prokuratorem Judeii Antoniuszem Feliksem. Rozwiedli się między 54 a 56 rokiem. W 56 roku Druzylla Mauretańska poślubiła króla Sohemusa z Emesy. Synem Sohemusa i Druzylli był Gajusz Juliusz Alexio II, król-kapłan Emesy.